# Wejherowo Cementownia
Wejherowo Cementownia – bocznica szlakowa (dawniej przystanek osobowy wraz z ładownią) w Wejherowie, w województwie pomorskim.
Przystanek, początkowo nazwany Bohlschau Zementfabrik (z niem. Bolszewo Cementownia), został wybudowany w 1902 roku i oddany do użytku 25 listopada 1902 roku, łącznie z pierwszym odcinkiem linii kolejowej nr 230.